# Tutsek Piroska
Tutsek Piroska (Brassó, 1905. szeptember 3. – Budapest, 1979. december 24.) magyar opera-énekesnő (mezzoszoprán).

## Családja
Az erdélyi örmény Tucsek /Tucsig család leszármazottja.  Édesapja Tutsek Géza orvos.
Édesanyja, Purcell Margit (Henry Purcell a neves angol zeneszerző leszármazottja). Ikertestvére, Tutsek Ilona (férjezett nevén Ilona Lorenz), szintén operaénekesnő (drámai szoprán), aki Németországban a lübecki ill. mainzi opera tagja volt.
T. Piroska férje Bogdánfy Géza (1893 – 1974), okleveles építészmérnök, vállalkozó. Később feleségét menedzsereként segítette művészi pályáján. Gyermekük,  Bogdánfy Géza (1940) okl. villamosmérnök.

## Tanulmányok
A Budapesti Zeneakadémia Énektanszakát 1926-ban kitüntetéssel végezte el. Ezután  Budapesten, Bécsben, Rómában, Berlinben képezte tovább magát. A speciális wagneri deklamációt előbb Bayreuthban sajátította el,  majd további mestere volt Anna Bahr-Mildenburg is. 
Az énektanulmányok mellett végzett mozgásművészeti tanulmányoknak is köszönhető, hogy eljátszhatta Lajtha László Lysistrata című pantomimjének címszerepét az Operaházban.
Első ismert nyilvános fellépéseiről 1927-től tudunk, ekkor templomi hangversenyeken, dalesteken, rádiófelvételeken léptek fel ikertestvérével.

## Fontosabb fellépései
- Budapest: Magyar Királyi Operaház (a Magyar Állami Operaház elődje)

Az Operaházban 1933. április 23-án debütált,  a Giuseppe Verdi: Aida Amneris szerepében.
Egy évig ösztöndíjas, majd 1934 őszén magánénekesi szerződést kapott, s már az első évadjában tíz szerepben lépett fel. Rövid idő alatt a színház egyik vezető drámai mezzója lett, elsősorban Wagner műveinek specialistája. Operaházi működésének 14 éve alatt 34 mű 37 szerepében lépett fel.
1948-ban szerződését nem újították meg. Mellőzését sem művészi, sem politikai okok nem indokolták. Állami nyugdíjat csak 1955-től kapott.
1957-ben, Palló Imre igazgatósága alatt visszatérhetett az Operaházba, három előadás erejéig.
Tehetségét énektanárként élete végéig fiatalok képzésére fordította, növendéke többek között Perencz Béla.
 Operaházi szerepei 1933 és 1945 között:
d’Albert: Hegyek alján – Antonia
Bizet: Carmen – címszerep
Borogyin: Igor herceg – Polovec lány
Ciléa: Adriana Lecouvreur – Boullion hercegné
Dohnányi: A vajda tornya – Emelka
Erkel: Hunyadi László – Hunyadi Mátyás
Erkel: Bánk bán – Gertrud
Hubay: A milói Vánusz – Klythia
Jacoby: Sybill – Nagyhercegnő
Lajtha: Lysistrata – címszerep
Monteverdi: Orfeo – Előhang, Reménység
Mosonyi: Álmos- Tartód
Mozart: A varázsfuvola – II. hölgy
Poldini: Farsangi lakodalom – Grófnő
Ponchielli: Gioconda – Laura
Puccini: Pillangókisasszony – Suzuki
Puccini: Angelica nővér – Szigorú nővér
Puccini: Gianni Schicchi – Ciesca
Respighi: A láng – Eudoxia
Respighi: Lucretia – Hang
R. Strauss: Salome - Herodiás
Verdi: Rigoletto – Maddalena
Verdi: A trubadúr – Azucena
Verdi: Aida – Amneris
Verdi: Don Carlos – Eboli hercegnő
Verdi: Otello – Emilia
Verdi: Falstaff – Meg Page
Wagner: Tannhäuser – Vénusz
Wagner: Lohengrin – Ortrud
Wagner: A Rajna kincse – Fricka, Fosshilde
Wagner: A walkür – Fricka, Rossweise
Wagner: Istenek alkonya – Waltraute, Fosshilde
Wagner: Trisztán és Izolda- Brangäne
Wagner: A nürnbergi mesterdalnokok – Magdaléna
Wagner: Parsifal – Kundry
- Bécs: Staatsoper

1937. januárban Verdi Don Carlosának Eboli szerepében mutatkozik be felfedezője, Bruno Walter vezényletével. Az előadás igen sikeres volt, ugyanis Tutsek 1937 és 1944 között visszajáró vendégművésze lett a neves színháznak.
Bécsben elsősorban Wagner, Verdi, R. Strauss és Gluck zeneműveiben lépett színpadra.
- Salzburg: Ünnepi Játékok

Az 1938-as és az 1939-es nyarakon lépett fel a Tannhäuserben, A nürnbergi mesterdalnokokban, Beethoven IX. szimfóniájában, Verdi és Mozart Requiemjében.
- Milánó: Scala

1940-ben az Operaház együttesével Respighi A láng című operájában lép fel, majd ennek köszönhetően 1940 és 1942 között visszajáró vendégművész lesz. Itt a Parsifal Kundry, illetve a Tannhäuser Vénusz szerepeit énekli.

## Művészetéről röviden
Operarepertoárja 24 zeneszerző (ebből hat magyar) 42 művében 54 szerepre terjedt ki. Kiemelkedő alakításai voltak a teljesség igénye nélkül: Carmen, Boullion hercegné (Adriana Lecouvreur), Orfeusz, Laura (Gioconda), Eudoxia (A láng), Amneris, Eboli, Azucena, Vénusz, Ortrud, Waltraute (Istenek alkonya), Kundry.

Nagy, minden regiszterben átütő hang, ösztönös muzikalitás, kiművelt technika jellemezték művészetét, mindezekhez kitűnő színészi képesség és ragyogó színpadi megjelenés is társult.

Neves hazai és külföldi karmesterek, akikkel együtt dolgozott: Karl Böhm, Sergio Failoni, Ferencsik János, Wilhelm Furtwängler, Vittorio Gui, Erich Kleiber, Otto Klemperer, Hans Knappertsbusch, Lovro von Matacic, Rudolf Moralt, Mario Rossi, Tullio Serafin, Bruno Walter.